# Zoe Hobbs
Zoe Hobbs (Stratford, 11 settembre 1997) è una velocista neozelandese, pluricampionessa nazionale dei 100 e 200 metri piani.

## Biografia
Nel 2017 ha conquistato il suo primo titolo di campionessa neozelandese assoluta nei 100 metri piani e due anni dopo ha preso parte ai campionati oceaniani di Townsville 2019 portando a casa la medaglia d'oro nei 100 metri piani e quella d'argento nei 200 metri piani. Lo stesso anno è anche medaglia di bronzo alle Universiadi di Napoli nella staffetta 4×100 metri.
Sempre nel 2019 ha partecipato ai campionati mondiali di Doha, dove però non è riuscita a superare le fasi di qualificazione dei 100 e 200 metri piani.
Nel 2022 si è fermata alle semifinali dei 60 metri piani ai mondiali indoor di Belgrado dopo aver fatto registrare il record continentale di 7"13 nelle batterie di qualificazione.

## Record nazionali
- 60 metri piani indoor: 7"13  ( Belgrado, 18 marzo 2022)
- 100 metri piani: 10"96  ( La Chaux-de-Fonds, 2 luglio 2023)
- Staffetta 4×100 metri: 43"79 ( Mackay, 4 giugno 2022)

## Progressione

### 60 metri piani indoor
| Stagione  | Tempo | Luogo    | Data      | Rank. Mond. |
| --------- | ----- | -------- | --------- | ----------- |
| 2021-2022 | 7"13  | Belgrado | 18-3-2022 |             |

### 100 metri piani
| Stagione | Tempo | Luogo             | Data       | Rank. Mond. |
| -------- | ----- | ----------------- | ---------- | ----------- |
| 2023     | 10"96 | La Chaux-de-Fonds | 2-7-2023   |             |
| 2022     | 11"08 | Eugene            | 16-7-2022  |             |
| 2021     | 11"27 | Auckland          | 18-12-2021 |             |
| 2020     | 11"38 | Hastings          | 25-1-2020  |             |
| 2019     | 11"37 | Hastings          | 26-1-2019  |             |
| 2018     | 11"54 | Auckland          | 8-12-2018  |             |
| 2017     | 11"57 | Hamilton          | 17-3-2017  |             |
| 2016     | 11"53 | Bydgoszcz         | 20-7-2016  |             |
| 2015     | 11"76 | Masterton         | 31-10-2015 |             |
| 2014     | 11"87 | Wellington        | 24-1-2014  |             |
| 2013     | 11"86 | Hamilton          | 8-12-2013  |             |
| 2012     | 12"33 | Waitakere         | 23-3-2012  |             |
| 2011     | 12"73 | Wellington        | 3-12-2011  |             |

### 200 metri piani
| Stagione | Tempo | Luogo      | Data      | Rank. Mond. |
| -------- | ----- | ---------- | --------- | ----------- |
| 2021     | 23"89 | Hamilton   | 13-2-2021 |             |
| 2020     | 23"72 | Tauranga   | 8-2-2020  |             |
| 2019     | 23"19 | Canberra   | 10-2-2019 |             |
| 2018     | 24"11 | Gold Coast | 18-2-2018 |             |
| 2017     | 23"85 | Hamilton   | 19-3-2017 |             |
| 2016     | 23"95 | Dunedin    | 6-3-2016  |             |
| 2015     | 24"01 | Brisbane   | 29-3-2015 |             |
| 2014     | 24"31 | Wanganui   | 20-1-2014 |             |
| 2013     | 24"36 | Hamilton   | 8-12-2013 |             |
| 2012     | 25"31 | Waitakere  | 25-3-2012 |             |
| 2011     | 26"02 | Wellington | 3-12-2011 |             |

## Palmarès
| Anno | Manifestazione          | Sede       | Evento            | Risultato  | Prestazione | Note             |
| ---- | ----------------------- | ---------- | ----------------- | ---------- | ----------- | ---------------- |
| 2013 | Mondiali allievi        | Donec'k    | 100 m piani       | Semifinale | 11"97       |                  |
| 2013 | Mondiali allievi        | Donec'k    | Staffetta svedese | Batteria   | 2'13"00     |                  |
| 2016 | Mondiali U20            | Bydgoszcz  | 100 m piani       | Semifinale | 11"67       |                  |
| 2016 | Mondiali U20            | Bydgoszcz  | 4×100 m           | Batteria   | dq          |                  |
| 2017 | Universiadi             | Taipei     | 100 m piani       | Semifinale | 11"85       |                  |
| 2017 | Universiadi             | Taipei     | 200 m piani       | Batteria   | 24"33       |                  |
| 2019 | Oceaniani               | Townsville | 100 m piani       | Oro        | 11"56       |                  |
| 2019 | Oceaniani               | Townsville | 200 m piani       | Argento    | 23"68       |                  |
| 2019 | Universiadi             | Napoli     | 100 m piani       | 8ª         | 11"55       |                  |
| 2019 | Universiadi             | Napoli     | 200 m piani       | 7ª         | 23"52       |                  |
| 2019 | Universiadi             | Napoli     | 4×100 m           | Bronzo     | 44"24       |                  |
| 2019 | Mondiali                | Doha       | 100 m piani       | Batteria   | 11"58       |                  |
| 2019 | Mondiali                | Doha       | 200 m piani       | Batteria   | 23"94       |                  |
| 2022 | Mondiali indoor         | Belgrado   | 60 m piani        | Semifinale | 7"16        |                  |
| 2022 | Oceaniani               | Mackay     | 100 m piani       | Oro        | 11"09       | Record oceaniano |
| 2022 | Mondiali                | Eugene     | 100 m piani       | Semifinale | 11"13       |                  |
| 2022 | Giochi del Commonwealth | Birmingham | 100 m piani       | 6ª         | 11"19       |                  |
| 2023 | Mondiali                | Budapest   | 100 m piani       | Semifinale | 11"02       |                  |
| 2024 | Mondiali indoor         | Glasgow    | 60 m piani        | 4ª         | 7"06        | Record oceaniano |
| 2024 | Giochi olimpici         | Parigi     | 100 m piani       | Semifinale | 11"13       |                  |
| 2025 | Mondiali indoor         | Nanchino   | 60 m piani        | 6ª         | 7"13        |                  |

## Campionati nazionali
- 6 volte campionessa neozelandese assoluta dei 100 metri piani (2017, 2018, 2019, 2020, 2021, 2022)
- 3 volte campionessa neozelandese assoluta dei 200 metri piani (2017, 2019, 2020)
- 1 volta campionessa neozelandese assoluta della staffetta 4×100 metri (2018)
- 1 volta campionessa neozelandese assoluta della staffetta 4×400 metri (2021)
- 2 volte campionessa neozelandese under 20 dei 100 metri piani (2015, 2016)
- 1 volta campionessa neozelandese under 20 dei 200 metri piani (2015)
- 1 volta campionessa neozelandese under 20 del salto in lungo (2015)
- 2 volte campionessa neozelandese under 18 dei 100 metri piani (2013, 2014)
- 2 volte campionessa neozelandese under 18 dei 200 metri piani (2013, 2014)

2012
- Argento ai campionati neozelandesi under 18, 100 m piani - 12"33
- Bronzo ai campionati neozelandesi under 18, 200 m piani - 25"31
- Bronzo ai campionati neozelandesi under 18, salto in lungo - 5,44 m
- 5ª ai campionati neozelandesi under 18, salto triplo - 10,83 m

2013
- Oro ai campionati neozelandesi under 18, 100 m piani - 11"93
- Oro ai campionati neozelandesi under 18, 200 m piani - 25"02
- Argento ai campionati neozelandesi under 18, salto in lungo - 5,71 m
- Argento ai campionati neozelandesi under 18, salto triplo - 10,98 m

2014
- Oro ai campionati neozelandesi under 18, 100 m piani - 11"91
- Oro ai campionati neozelandesi under 18, 200 m piani - 24"49

2015
- Oro ai campionati neozelandesi under 20, 100 m piani - 12"02
- Oro ai campionati neozelandesi under 20, 200 m piani - 24"36
- Oro ai campionati neozelandesi under 20, salto in lungo - 5,71 m

2016
- Oro ai campionati neozelandesi under 20, 100 m piani - 11"93
- Argento ai campionati neozelandesi under 20, 200 m piani - 23"95

2017
- Oro ai campionati neozelandesi assoluti, 100 m piani - 11"57
- Oro ai campionati neozelandesi assoluti, 200 m piani - 23"85
- Argento ai campionati neozelandesi assoluti, staffetta 4×100 m - 46"35

2018
- Oro ai campionati neozelandesi assoluti, 100 m piani - 11"66
- Bronzo ai campionati neozelandesi assoluti, 200 m piani - 24"33
- Oro ai campionati neozelandesi assoluti, staffetta 4×100 m - 46"08

2019
- Oro ai campionati neozelandesi assoluti, 100 m piani - 11"61
- Oro ai campionati neozelandesi assoluti, 200 m piani - 23"22

2020
- Oro ai campionati neozelandesi assoluti, 100 m piani - 11"47
- Oro ai campionati neozelandesi assoluti, 200 m piani - 23"26

2021
- Oro ai campionati neozelandesi assoluti, 100 m piani - 11"32
- Argento ai campionati neozelandesi assoluti, 200 m piani - 23"73
- Oro ai campionati neozelandesi assoluti, staffetta 4×400 m - 3'42"51

2022
- Oro ai campionati neozelandesi assoluti, 100 m piani - 11"07